# أرزقي لوني
أرزقي لوني أو سي الهادي الوطني هو رجل سياسي جزائري ومجاهد أثناء ثورة التحرير الوطني من منطقة القبائل في الجزائر.

## النشأة
وُلِدَ أرزقي لوني بتاريخ 26 أوت 1924م في بلدية ماكودة ضمن محافظة الجزائر أثناء الاحتلال الفرنسي للجزائر.
وكان أبوه السعيد لوني من الأعيان المحترمين في منطقة ماكودة وما حولها.
وقد غادرت عائلته ماكودة في عام 1932م لتستقر في قصبة الجزائر وهو لم يتجاوز بعد ثمانية أعوام من العمر.

## الحركة الوطنية
تطور الوعي السياسي والنضالي لدى «الشاب أرزقي لوني» عبر احتكاكه بالمناضلين في حزب الشعب الجزائري في مدينة الجزائر، اشتغل بائعا في بقالة قرب مسجد سفير داخل قصبة الجزائر.
والتحق «المناضل أرزقي لوني» قبل أول نوفمبر 1954م بصفوف المناضلين الجزائريين.

## نشاطه المهني
كان «المناضل أرزقي لوني» يمتهن البقالة في قصبة الجزائر.
وكان محبوبا ومحترما في الحي السكني الذي كان يزاول نشاط تجارته وبيعه فيه.
ونتيجة للخدمات العديدة التي كان يقدمها لجيرانه في الحي، فإنه قد قد اكتسب ثقتهم ومودتهم.

## ثورة التحرير الوطني
صار «المجاهد أرزقي لوني» بعد بطولات كثيرة أحد قيادات الولاية التاريخية الرابعة أثناء ثورة التحرير الجزائرية.
وقد ساهم بشراسة في معركة الجزائر بعد إضراب الثمانية أيام.

## اعتقاله
كان اعتقال «أرزقي لوني» ما بين 24 و29 ديسمبر 1956م الموافق لعام 1375هـ.
وجاء اعتقاله بعد عملية فدائية قام بها داخل إحدى مؤسسات الاحتلال الفرنسي للجزائر في يوم 23 ديسمبر 1956م بعد انعقاد مؤتمر الصومام.
ورغم تحضيره الجيد لعمليته الفدائية، إلا أنه أخطأ في رقم العمارة التي كان عليه أن يختبئ بداخلها مباشرة بعد تنفيذ مهمته، مما تسبب في اعتقاله ابتداء من اليوم الموالي.
وتم اقتياده إلى سجن سركاجي أين تم إعطاؤه «صمولة سجين رقم: 6698».
وحوكم في يوم 6 فيفري 1957م من طرف محكمة عسكرية فرنسية قررت تطبيق عقوبة الإعدام عليه.

## إعدامه
كان إعدام «أرزقي لوني» قبل فجر يوم الاثنين 8 أفريل 1957م الموافق لعام 1376هـ على الساعة الرابعة وست وأربعين دقيقة (04:46) صباحًا.
وقد كان إعدامه بالمقصلة داخل سجن سركاجي في محافظة الجزائر أثناء ثورة التحرير الجزائرية عن عمر 33 سنة.
وهو عاشر (10) مُعدَم بالمقصلة في سجن سركاجي أثناء ثورة تحرير الجزائر، وقد سبقه في ذلك بالترتيب كل من:
1. أحمد زبانة في 19 جوان 1956م.[6]
2. عبد القادر فراج في 19 جوان 1956م.[7]
3. محمد تيفروين في 9 أوت 1956م.[8]
4. فرناند إفيتون في 11 فيفري 1957م.[9]
5. محمد لخنش في 11 فيفري 1957م.[10]
6. محمد ونوري في 11 فيفري 1957م.[11]
7. محمد مازيرة في 19 فيفري 1957م.[12]
8. أعمر معمري في 8 أفريل 1957م.
9. السعيد بابوش في 8 أفريل 1957م.[13]

وتم دفنه في إحدى مقابر محافظة الجزائر وهي مقبرة القطار في بلدية باب الوادي.

## التكريم بعد استقلال الجزائر
تم تكريم «أرزقي لوني» من طرف الدولة الجزائرية بعد استقلال الجزائر.

### تسمية شارع في باب الوادي

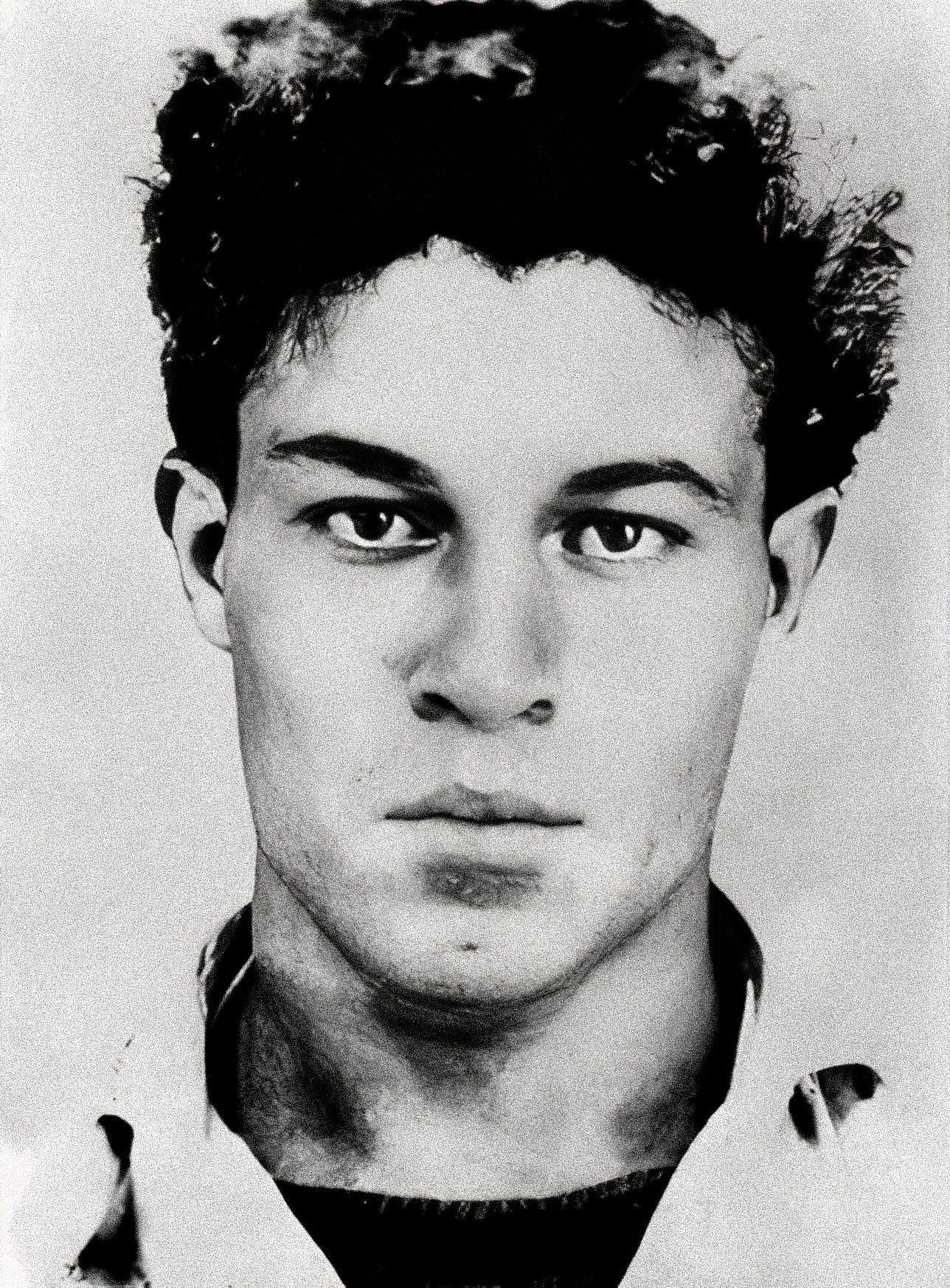
علي لابوانت

تم إطلاق تسمية «أرزقي لوني» على شارع أرزقي لوني في بلدية باب الوادي خلال عام 1962م أين كان يلتقي مع صديقه «علي لابوانت» أثناء شبابهما.
وكان هذا الشارع يحمل تسمية «نهج سيلفان شارل فالي» (بالفرنسية: Rampe Sylvain Charles Valée) أثناء الاحتلال الفرنسي للجزائر.
وينطلق هذا الشارع قرب ثانوية الأمير عبد القادر وحديقة براغ في بلدية باب الوادي ليصعد ملتويا قرب موقع وقف زاوية سيدي السعدي القديمة إلى غاية ضريح سيدي عبد الرحمن الثعالبي في قصبة الجزائر.
ويحد هذا النهج من الشَّمال «نهج محمد بوبلة» في بلدية باب الوادي، ومن الجنوب «شارع حسين رويبح» في بلدية القصبة.

### تأسيس جمعية تاريخية وثقافية تحمل اسمه
تم تأسيس جمعية تاريخية وثقافية تحمل اسم «أرزقي لوني» في قصبة الجزائر، واسمها «جمعية أصدقاء أرزقي لوني».

### إنشاء مؤسسة صناعية تحمل لقبه
تم تأسيس مؤسسة صناعية تحمل لقب عائلة «أرزقي لوني» واسمها «مؤسسة لوني» مقرها في مدينة الجزائر.
وتتخصص هذه المؤسسة، التي أسسها علي لوني خلال عام 1967م، في صناعة وتسويق وصيانة مطفآت الحرائق بكل الأحجام والأصناف على المستوى الوطني الجزائري.

### تحويل بيته العائلي في ماكودة إلى متحف
تم الشروع في تحويل البيت العائلي للشهيد «أرزقي لوني» في بلدية ماكودة إلى متحف تاريخي وثقافي اسمه «متحف أرزقي لوني» خلال عام 2017م.
وقام المجلس الشعبي البلدي لماكودة بدعم هذا المشروع والمساهمة في إنجازه بالتعاون مع «جمعية أصدقاء أرزقي لوني».
ذلك أن هذا البيت العائلي قد تم إهماله بعد استقلال الجزائر بعدما استشهد أبناء السعيد لوني الثلاثة، وهم «أرزقي لوني»، و«أعمر لوني»، و«الوناس لوني».
وقد تم الشروع في ترميم البناية قصد تحويلها إلى متحف بعد أن انطلق المشروع في شهر أفريل 2010م.
وسيتم إنشاء تمثال يرمز إلى «أرزقي لوني» في وسط ساحة البيت العائلي.
وقام بتصميم مشروع ترميم البيت وإنشاء التمثال مجموعة من طلبة جامعة تيزي وزو في قسم الهندسة المعمارية تحت إشراف أساتذة متمرسين.
كما أن المصالح الثقافية والعمرانية لولاية تيزي وزو ودائرة ماكودة وبلدية ماكودة قد أعلنت عن دعم ملف هذا المتحف والتمثال التذكاري.

## مؤلفات
تم نشر ترجمة «أرزقي لوني» في «مجلة أول نوفمبر» خلال عام 1980م.
وقد تكفلت وزارة المجاهدين الجزائرية باستقصاء سيرة هذا القائد السياسي والعسكري وتدوينها في نشريتها الشهرية التي كانت تُصدرها آنذاك من أجل الحفاظ على الذاكرة الوطنية.

## مكتبة الصور

موقع بلدية ماكودة في ولاية تيزي وزو
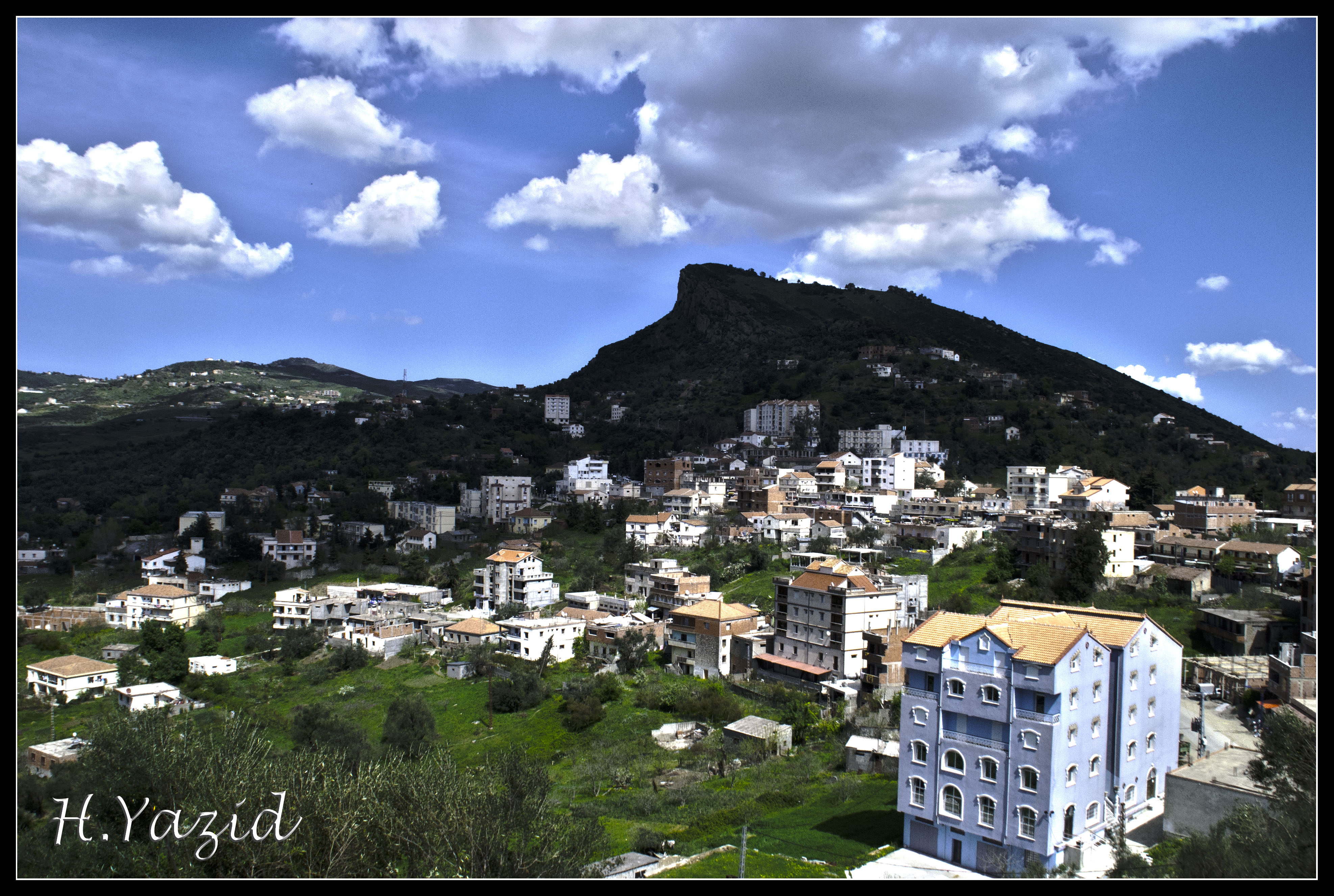
مدينة ماكودة
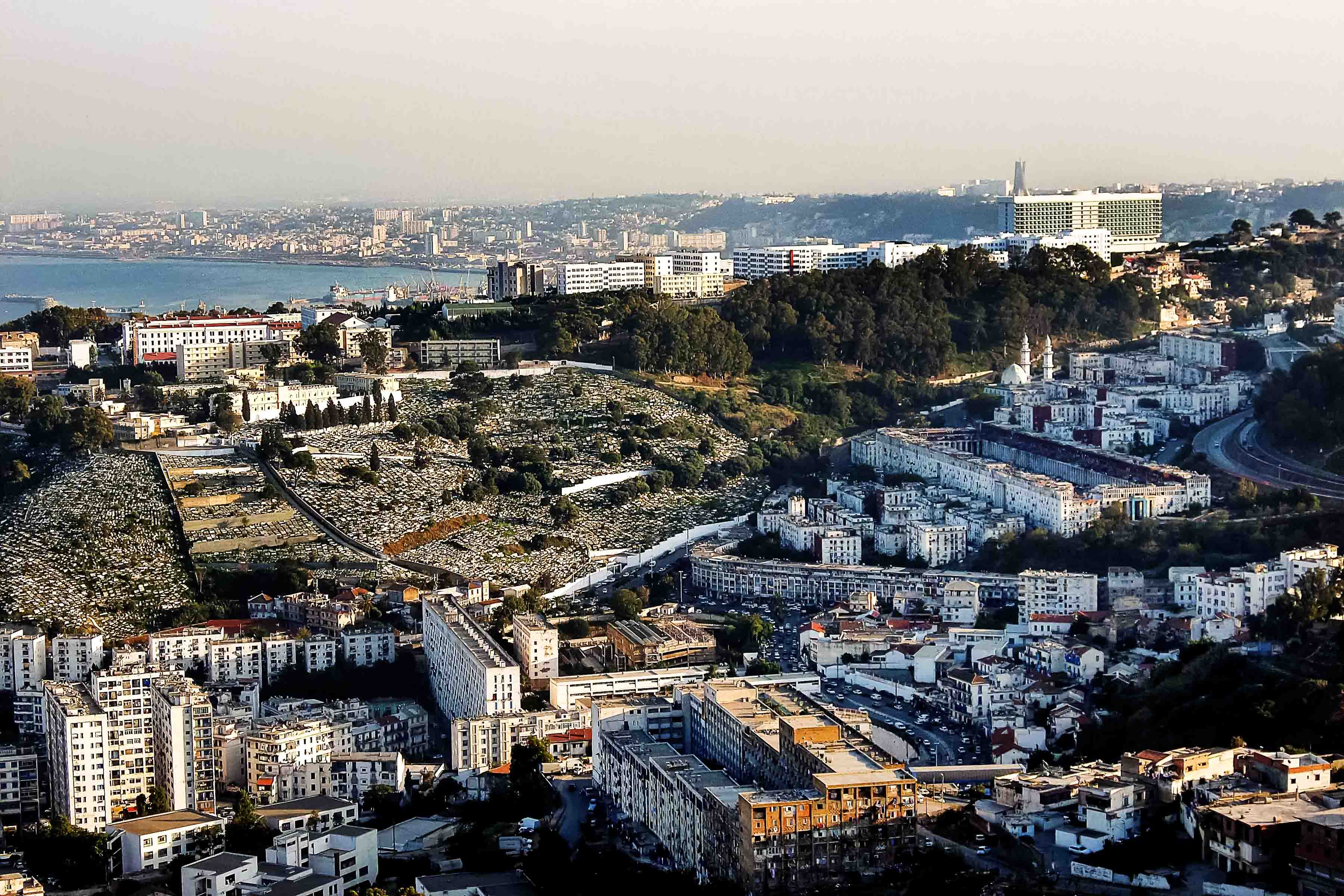
مقبرة القطار في بلدية باب الوادي
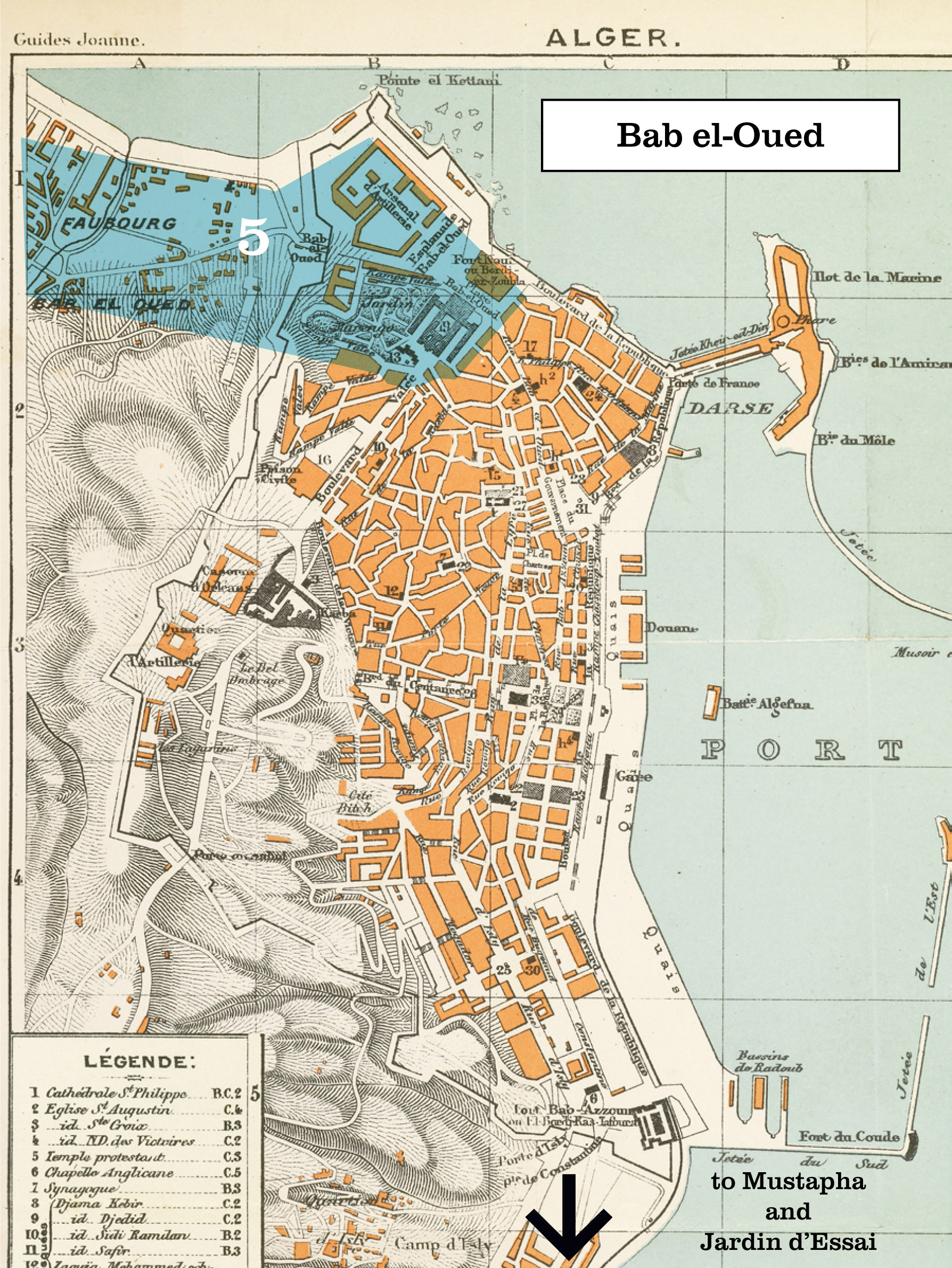
شارع أرزقي لوني في بلدية باب الوادي
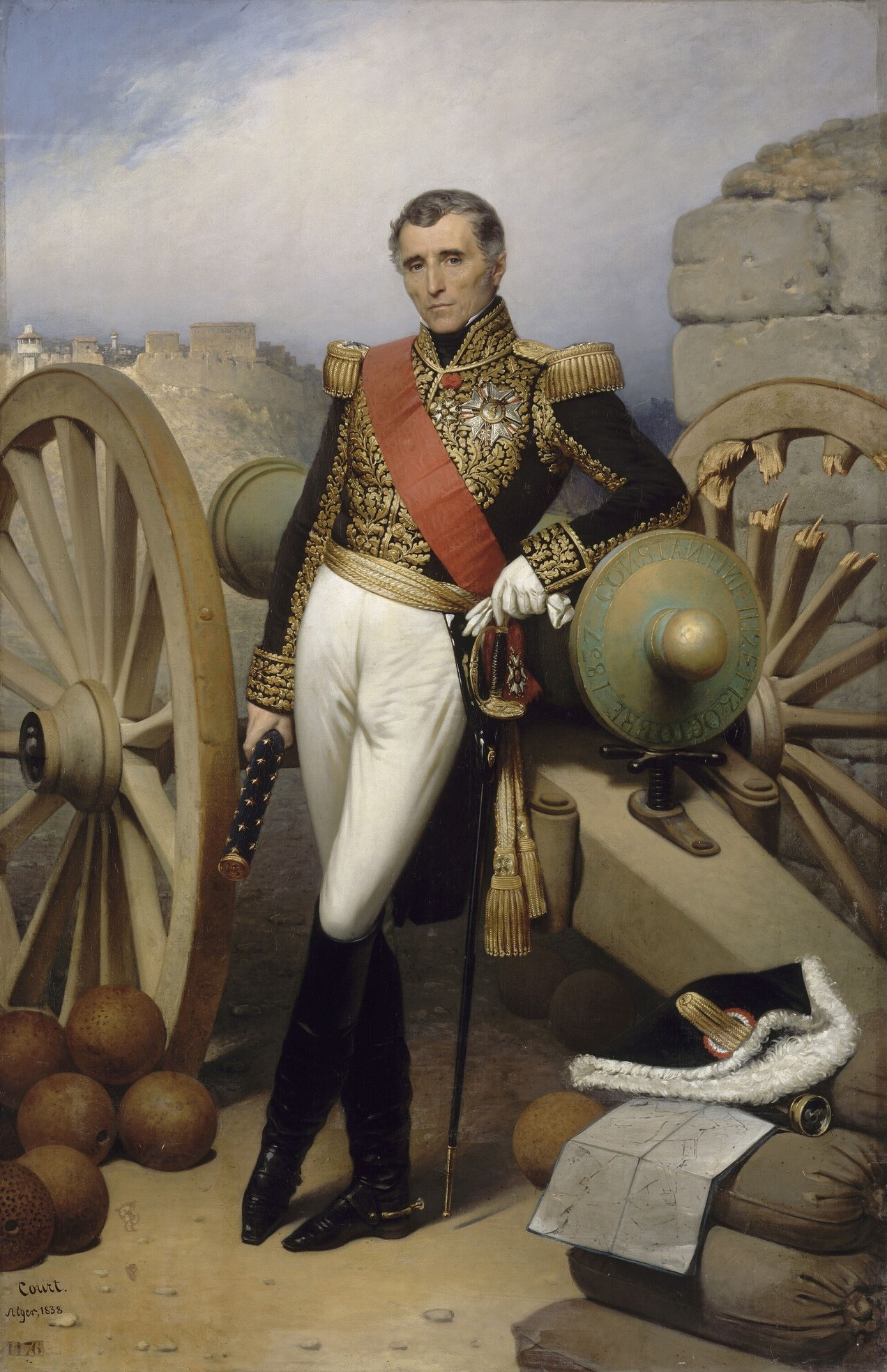
سيلفان شارل فالي

### مواضيع ذات صلة
- قائمة أعلام الجزائريين
- سجن سركاجي
- وزارة المجاهدين الجزائرية
- وزارة الثقافة الجزائرية
- يحي بوسحاقي
- محمد العيشاوي
- سيدي عبد الرحمن الثعالبي
- سيدي إبراهيم السلامي
- سيدي أمحمد بن عبد الرحمان بوقبرين
- منطقة القبائل
- ولاية تيزي وزو
- دائرة ماكودة
- بلدية ماكودة
- ولاية الجزائر
- مدينة الجزائر
- قصبة الجزائر

### فيديوهات
- شهداء المقصلة: الشهيد "السعيد تواتي" في 20 جوان 1957م على يوتيوب
- شهداء المقصلة: الشهيد "عبد الرزاق حاحاد" في 22 جوان 1957م على يوتيوب
- شهداء المقصلة: الشهيد "عبد الرحمن كاب" في 9 أكتوبر 1957م على يوتيوب
- شهداء المقصلة: الشهيد "محمد فرحات" في 12 نوفمبر 1957م على يوتيوب
- شهداء المقصلة: الشهيد "محمد زواوي" في 18 فيفري 1958م على يوتيوب
- شهداء المقصلة: الشهيد "عبد الرحمن طالب" في 24 أفريل 1958م على يوتيوب

### وصلات خارجية
- الموقع الرسمي لوزارة المجاهدين الجزائرية
- الموقع الرسمي لوزارة الثقافة الجزائرية
- الموقع الرسمي لولاية تيزي وزو
- الموقع الرسمي لولاية الجزائر